# George W. P. Hunt

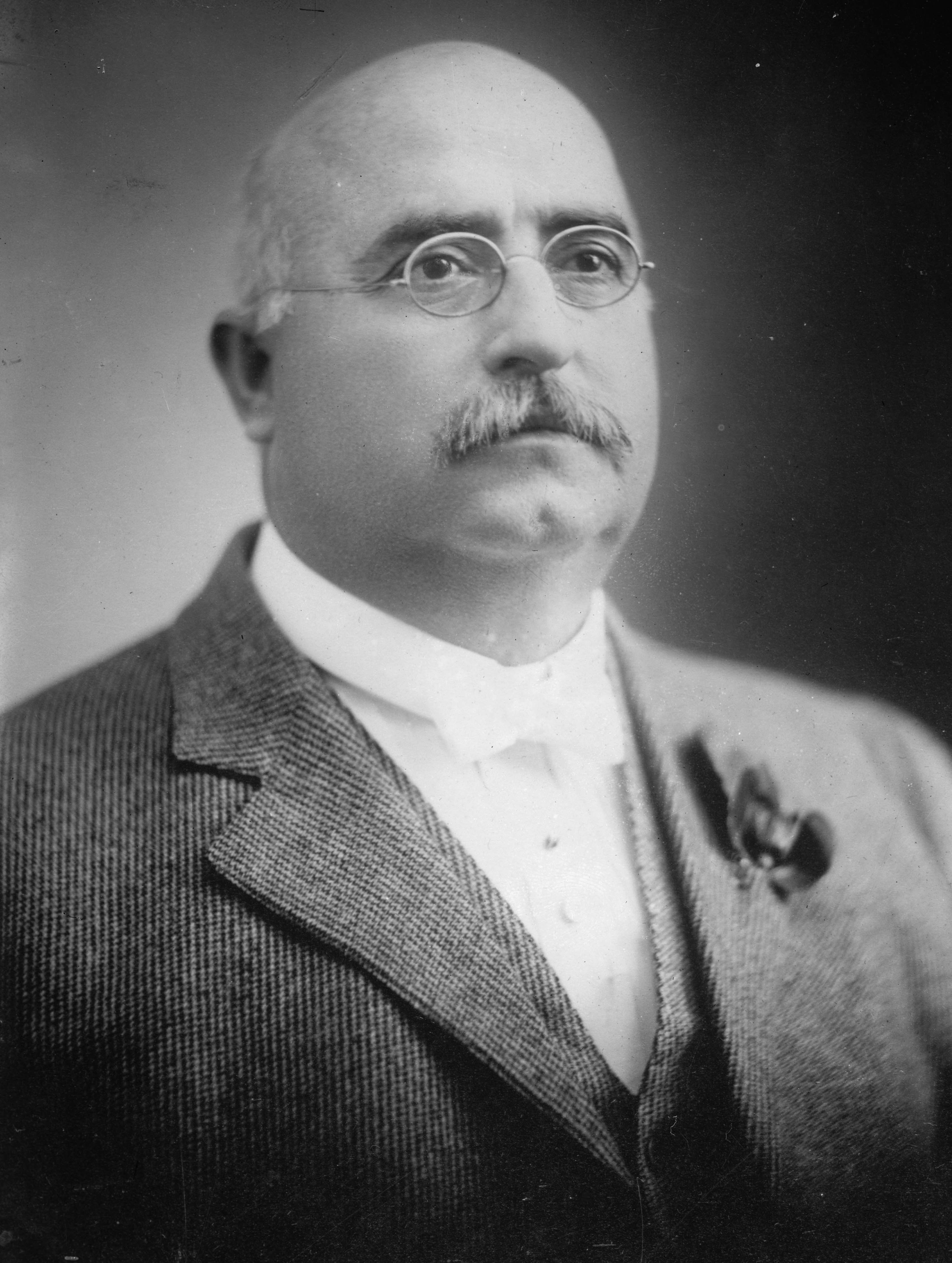

George Wylie Paul Hunt (1 de novembro de 1859 - 24 de dezembro de 1934) foi um político norte-americano que foi governador do estado norte-americano do Arizona, no período de 1931 a 1934, pelo Partido Democrata.